# 岩崎こよみ
岩崎 こよみ（いわさき こよみ、1989年5月1日 - ）は、日本の女子バレーボール選手。旧姓は冨永（とみなが）。

## 来歴
2人姉妹の次女。小学3年（9歳）のとき、姉の影響でバレーボールを始める。
下北沢成徳高等学校時代には、全日本ジュニア代表としてアジアジュニア選手権や世界ジュニア選手権を経験。
2008年、パイオニアレッドウィングスに入団。
2009年4月、全日本女子代表メンバーにセッターとして登録された。同年のモントルーバレーマスターズで国際大会デビューし、ワールドグランドチャンピオンズカップにも出場した。2010年度も全日本代表候補に登録された。
2011年6月、パイオニアレッドウィングスの副主将に就任。
2012年6月、コートキャプテンに就任。
2012年12月8日、Vプレミアリーグの岡山シーガルズ戦の最中、左足アキレス腱断裂の重傷を負い、長期離脱を余儀なくされた。
2013年の第68回国民体育大会バレーボール競技で復帰し、同大会で12年ぶりの優勝を果たした。また、2013-14シーズンより背番号を入団時の24番へ戻した。セッターのポジションでありながら、最高到達点305cmの高さを生かし、試合途中ではライトアタッカーとしても活躍した。
2014年5月のパイオニア廃部に伴い、同年7月11日、上尾メディックス（現・埼玉上尾メディックス）へ移籍した。
2017年3月、中田久美体制の全日本メンバーに登録され、2010年以来、7年ぶりに全日本代表へ復帰した。
2017年9月8日、ワールドグランドチャンピオンズカップ2017ブラジル戦に出場した富永は、バックアタックを積極的に取り入れるトスワークで前回大会と今季ワールドグランプリを制した女王を揺さぶり、フルセットの末このゲームに勝利。同年7月に仙台で行われたワールドグランプリ予選から数え、女王ブラジル相手に2連勝。これは実に30年ぶりとなる快挙であった。
2018/19シーズン、イタリアのラルディーニ・フィロットラーノに1シーズンの期限付き移籍となった。
2019年4月、2019年度の日本代表に選出された。
2020年、第一子妊娠のため2020-21シーズンの公式戦を欠場。出産後復帰予定。
2021年5月24日、埼玉上尾メディックス公式サイトにて冨永が第一子となる男児を出産したことが発表された。具体的な時期は明らかにされなかったが、今後は育児をしながら競技復帰を目指すという。
2021年7月1日、埼玉上尾は、活動再開に先立って、2021-22シーズンより登録名を「冨永こよみ」から「岩崎こよみ」に変更すると発表した。
2023年、出産から復帰後初めて日本代表登録メンバーに選出された。

## プレースタイル
- 高校時代までアウトサイドヒッターだったが、パイオニアレッドウィングス入団後にセッターへ転向。
- 前述のとおり、パイオニア時代には試合途中でオポジットとしての役割もこなした。
- 高さを生かしたツーアタックや、ラリー中に積極的にスパイクを狙う姿勢を見せている[18][19][20]。

## 所属チーム
- 狛江七小（狛江セブン）
- 下北沢成徳中学校
- 下北沢成徳高校
- パイオニアレッドウィングス（2008-2014年）
- 上尾メディックス/埼玉上尾メディックス（2014年-）
  -  ラルディーニ・フィロットラーノ（英語版）（2018-2019年）

## 球歴
- 日本代表 - 2009年-2010年、2017-2019年、2023年-
  - ワールドグランドチャンピオンズカップ - 2009年、2017年
  - 世界選手権 - 2018年
  - ネーションズリーグ - 2024年
  - オリンピック - 2024年

## 受賞歴
- 2017年 バレーボール・ワールドグランドチャンピオンズカップ：ベストセッター[21]
- 2025年 - 2024-25 SV.LEAGUE WOMEN ベストセッター

## 個人成績
Vプレミアリーグレギュラーラウンドにおける個人成績は下記の通り。
| シーズン | 所属          | 出場                                      | 出場                                      | アタック                                  | アタック                                  | アタック                                  | アタック                                  | ブロック                                  | ブロック                                  | サーブ                                    | サーブ                                    | サーブ                                    | サーブ                                    | レセプション                              | レセプション                              | 総得点                                    | 備考                                      |
| -------- | ------------- | ----------------------------------------- | ----------------------------------------- | ----------------------------------------- | ----------------------------------------- | ----------------------------------------- | ----------------------------------------- | ----------------------------------------- | ----------------------------------------- | ----------------------------------------- | ----------------------------------------- | ----------------------------------------- | ----------------------------------------- | ----------------------------------------- | ----------------------------------------- | ----------------------------------------- | ----------------------------------------- |
| シーズン | 所属          | 試合                                      | セット                                    | 打数                                      | 得点                                      | 決定率                                    | 効果率                                    | 決定                                      | /set                                      | 打数                                      | エース                                    | 得点率                                    | 効果率                                    | 受数                                      | 成功率                                    | 総得点                                    | 備考                                      |
| 2008/09  | パイオニア    | 27                                        | 62                                        | 104                                       | 37                                        | 35.6%                                     | %                                         | 15                                        | 0.24                                      | 91                                        | 6                                         | 6.59%                                     | 12.9%                                     | 102                                       | 48.0%                                     | 58                                        |                                           |
| 2009/10  | パイオニア    | 28                                        | 91                                        | 97                                        | 37                                        | 38.1%                                     | %                                         | 20                                        | 0.22                                      | 246                                       | 13                                        | 5.28%                                     | 13.7%                                     | 6                                         | 33.3%                                     | 70                                        |                                           |
| 2010/11  | パイオニア    | 26                                        | 101                                       | 1220                                      | 61                                        | 50.8%                                     | %                                         | 41                                        | 0.41                                      | 372                                       | 8                                         | 2.15%                                     | 9.7%                                      | 7                                         | 0.0%                                      | 110                                       |                                           |
| 2011/12  | パイオニア    | 21                                        | 81                                        | 112                                       | 48                                        | 42.9%                                     | %                                         | 34                                        | 0.42                                      | 304                                       | 13                                        | 4.28%                                     | 12.3%                                     | 7                                         | 42.9%                                     | 95                                        |                                           |
| 2012/13  | パイオニア    | 7                                         | 30                                        | 43                                        | 15                                        | 34.9%                                     | %                                         | 7                                         | 0.23                                      | 114                                       | 2                                         | 1.75%                                     | 9.1%                                      | 2                                         | 50.0%                                     | 24                                        |                                           |
| 2013/14  | パイオニア    | 28                                        | 104                                       | 256                                       | 88                                        | 34.4%                                     | %                                         | 39                                        | 0.38                                      | 356                                       | 20                                        | 5.62%                                     | 14.3%                                     | 3                                         | 33.3%                                     | 147                                       |                                           |
| 2014/15  | 上尾/埼玉上尾 | 21                                        | 67                                        | 16                                        | 6                                         | 37.5%                                     | %                                         | 12                                        | 0.18                                      | 109                                       | 6                                         | 5.50%                                     | 13.5%                                     | 0                                         | 0.0%                                      | 24                                        |                                           |
| 2015/16  | 上尾/埼玉上尾 | 21                                        | 67                                        | 15                                        | 7                                         | 46.7%                                     | %                                         | 4                                         | 0.06                                      | 76                                        | 5                                         | 6.58%                                     | 16.4%                                     | 1                                         | 0.0%                                      | 16                                        |                                           |
| 2016/17  | 上尾/埼玉上尾 | チャレンジリーグIのため、記録を記載せず。 | チャレンジリーグIのため、記録を記載せず。 | チャレンジリーグIのため、記録を記載せず。 | チャレンジリーグIのため、記録を記載せず。 | チャレンジリーグIのため、記録を記載せず。 | チャレンジリーグIのため、記録を記載せず。 | チャレンジリーグIのため、記録を記載せず。 | チャレンジリーグIのため、記録を記載せず。 | チャレンジリーグIのため、記録を記載せず。 | チャレンジリーグIのため、記録を記載せず。 | チャレンジリーグIのため、記録を記載せず。 | チャレンジリーグIのため、記録を記載せず。 | チャレンジリーグIのため、記録を記載せず。 | チャレンジリーグIのため、記録を記載せず。 | チャレンジリーグIのため、記録を記載せず。 | チャレンジリーグIのため、記録を記載せず。 |
| 2017/18  | 上尾/埼玉上尾 | 21                                        | 80                                        | 105                                       | 46                                        | 43.8%                                     | %                                         | 23                                        | 0.29                                      | 304                                       | 17                                        | %                                         | 13.2%                                     | 3                                         | 0.0%                                      | 86                                        |                                           |
| 2018/19  | 上尾/埼玉上尾 |                                           |                                           |                                           |                                           | %                                         | %                                         |                                           |                                           |                                           |                                           | %                                         | %                                         |                                           | %                                         |                                           |                                           |